# St. Wolfgang (Sankt Wolfgang, Oberbayern)

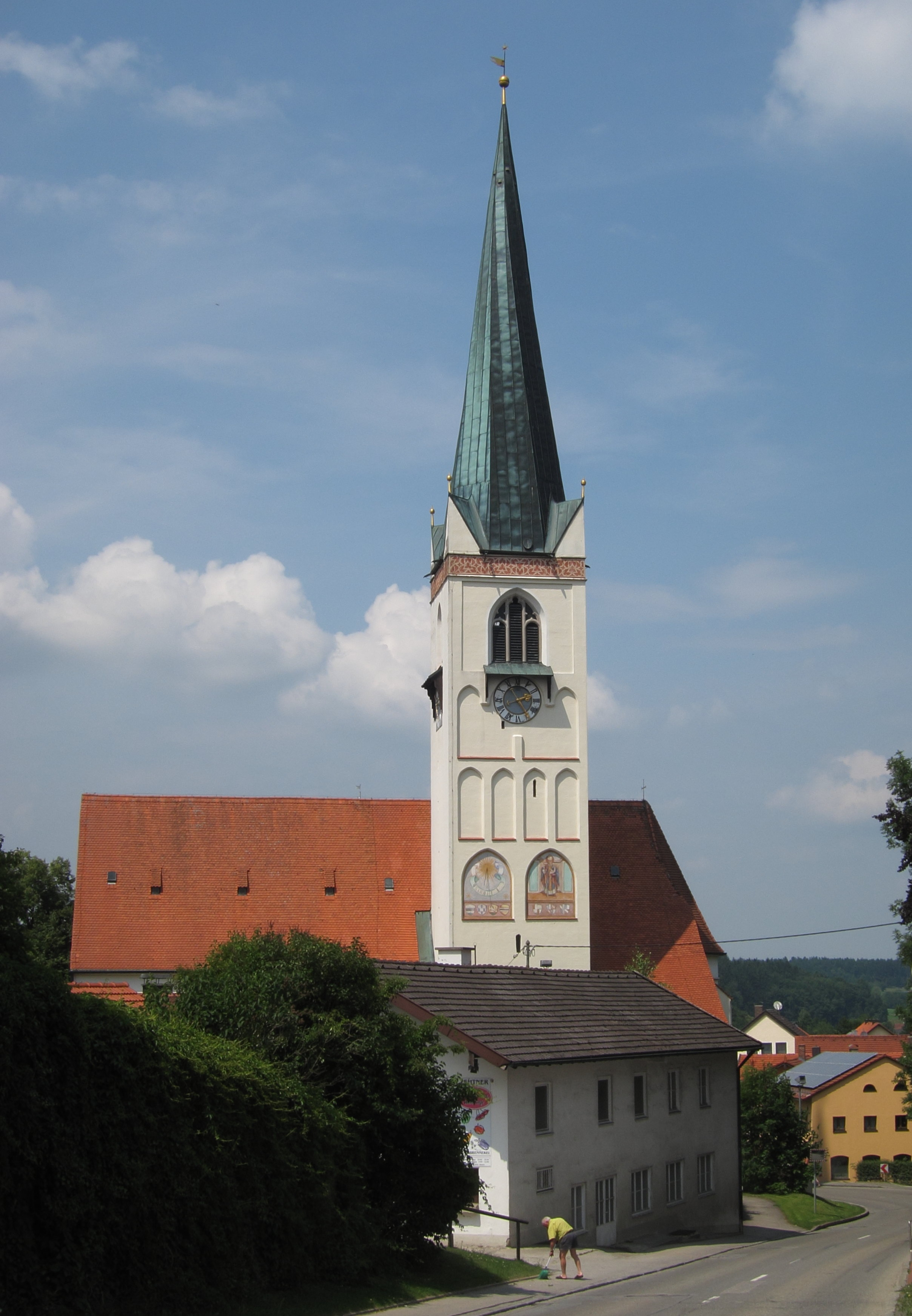
Pfarrkirche St. Wolfgang (Ansicht von Süden)

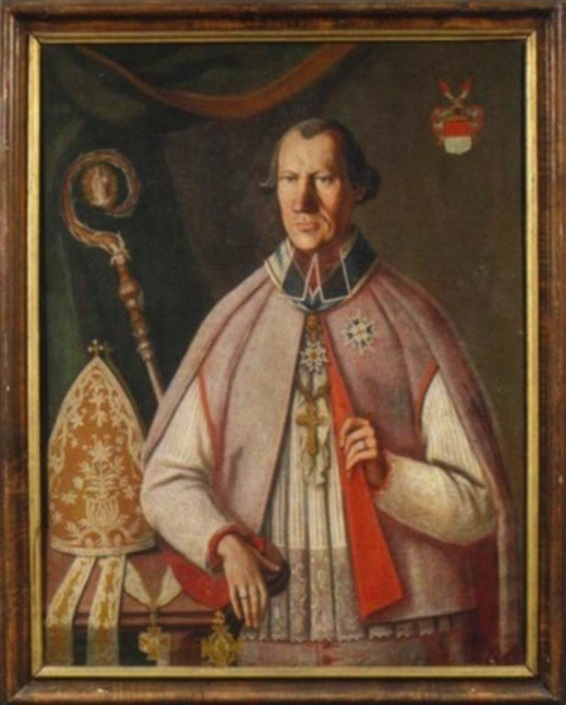
Graf Damian Hugo Philipp von Lehrbach, 1791, als Georgsritter und Propst von St. Wolfgang, mit Mitra und Krummstab

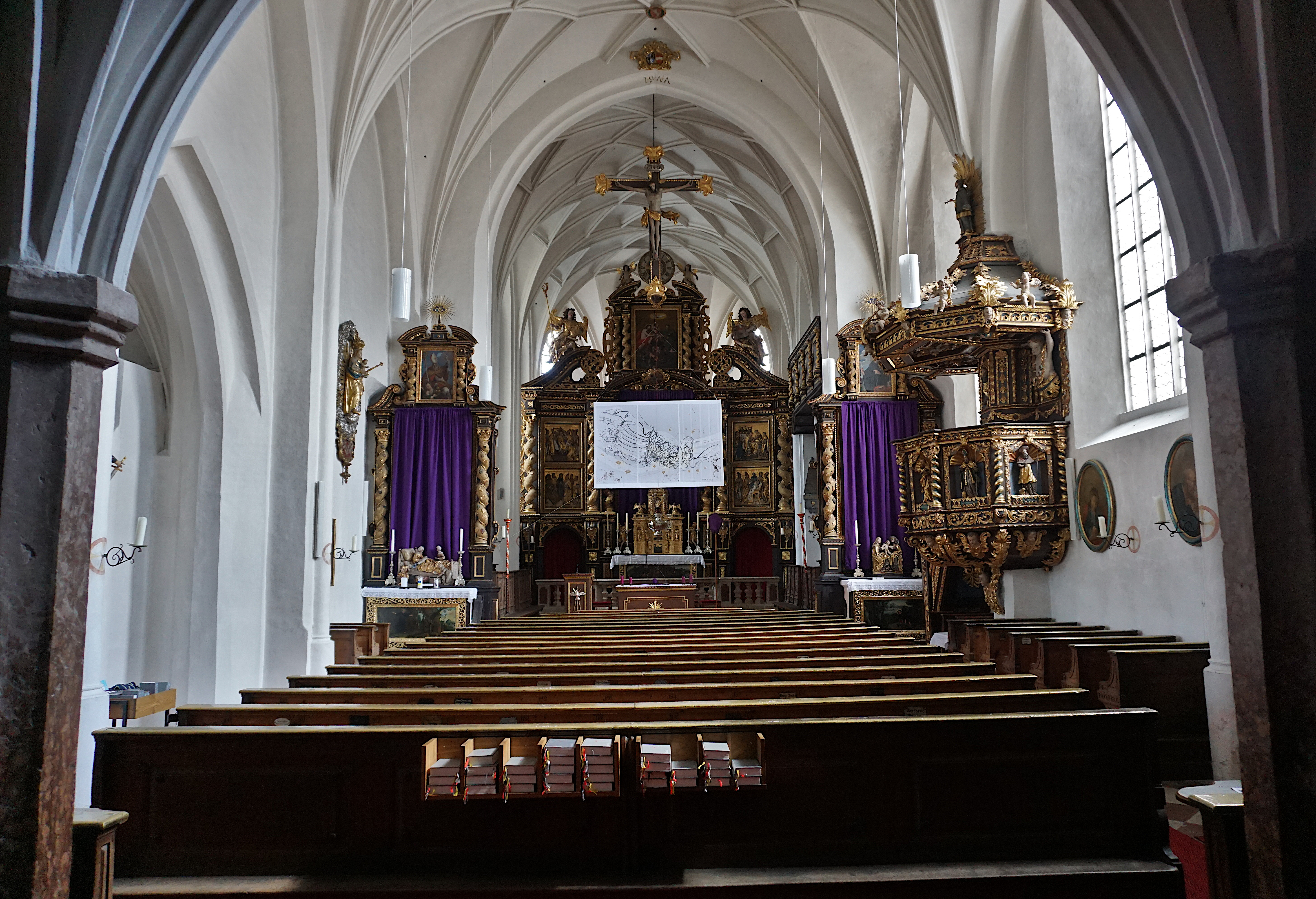
Der Innenraum von St. Wolfgang

Die katholische Pfarrkirche St. Wolfgang befindet sich in der gleichnamigen Gemeinde im Landkreis Erding in Oberbayern. Die Kirche ist ein bedeutender und stattlicher Bau, der auch Dom im Goldachtal genannt wird. Ihr Patron ist der hl. Wolfgang von Regensburg.

## Geschichte
Die nördliche Seitenkapelle (Wolfgangskapelle) stammt aus dem Anfang des 15. Jahrhunderts, ein erster Bau wird auf das 11. Jahrhundert vermutet. Der Hauptbau entstand zwischen 1439 und 1477. Die Kapelle wurde 1484 eingeweiht. Anfang des 16. Jahrhunderts war sie einer der bedeutendsten Wallfahrtsorte Süddeutschlands.
Es bestand hier von 1733 bis 1803 ein Kollegiatstift. Die Stiftspropstei (Oberhaupt des Stiftes), stand dem jeweiligen Propst des Wittelsbacher Haus-Ritterordens vom Hl. Georg zu. Dieser Propst bekleidete als oberster Geistlicher der adeligen Ordensgesellschaft eine hohe Ehrenstellung am kurfürstlichen Hof und war infuliert, das heißt, er hatte ehrenhalber das Recht, Mitra und Krummstab zu tragen. 1774 bis 1789 bekleidete dieses Amt Joseph Ferdinand Guidobald von Spaur, gefolgt von Graf Damian Hugo Philipp von Lehrbach (1738–1815), als letztem Propst vor der Säkularisation.

## Ausstattung
1679 wurde die ursprünglich gotische Kirchenausstattung durch eine barocke Ausstattung ersetzt. Hervorzuheben sind dabei der hl. Wolfgang, der von den heiligen Rittern Sigismund und Georg auf dem Hochaltar flankiert wird, der Kreuzigungsaltar beim Nordeingang und vor allem einer Holzskulptur einer Anna selbdritt auf dem rechten Seitenaltar.
Unter dem Altar der Kapelle entspringt heute noch die Wolfgangsquelle, auf deren Heilkraft die Gemälde an der Empore des Chores hinweisen.
Der mächtige spitzgekrönte Turm beherbergt ein historisch sehr wertvolles, fünfstimmiges Bronzegeläute in Schlagtonfolge d1 - g1 - a1 - c2 - fis2. Die Glocken wurden zwischen 1477 und 1964 gegossen.

### Orgel

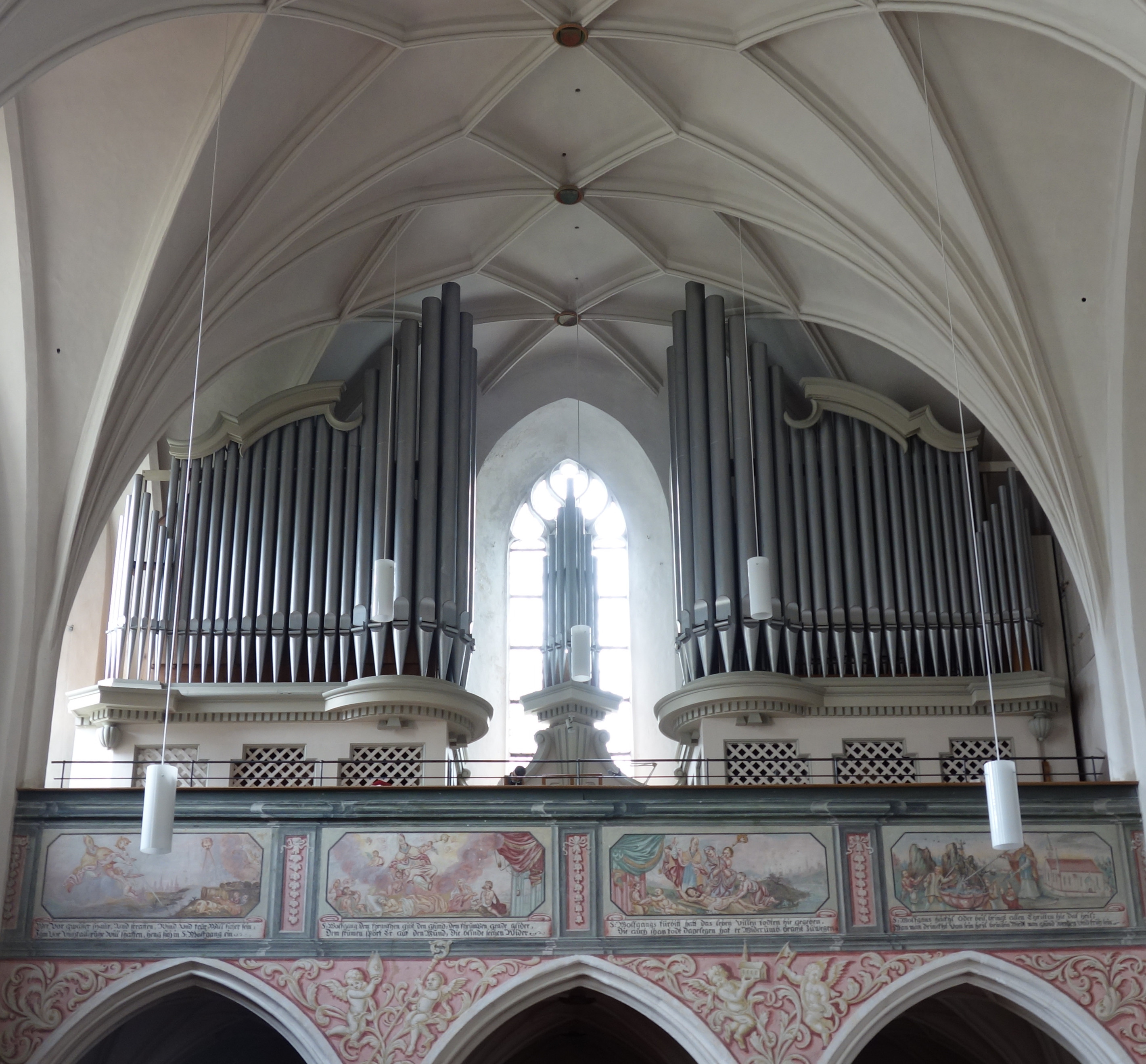
Die Orgel

Die Orgel wurde 1937 von Georg Glatzl gebaut. Sie hat 22 Register auf zwei Manualen und Pedal. Zusätzliche 6 Register des I. Manuals werden durch Auszüge der Register des II. Manuals gewonnen (Transmissionsregister). Die Disposition lautet:
| I Hauptwerk C–g3 |       |
| Bordun           | 16′   |
| Principal        | 8′    |
| Gedackt          | 8′    |
| Soloflöte        | 8′    |
| Dolce            | 8′    |
| Octav            | 4′    |
| Salicet          | 4′    |
| Weitflöte        | 4′    |
| Nachthorn        | 2′    |
| Mixtur IV        | 2 ⁄3′ |
| Piccolo          | 1′    |
| Clairon          | 4′    |

| II Schwellwerk C–g3 |        |
| Konzertflöte        | 8′     |
| Salicional          | 8′     |
| Vox coelestis       | 8′     |
| Kleinprincipal      | 4′     |
| Rohrgedackt         | 4′     |
| Quintflöte          | 2 ⁄3′  |
| Blockflöte          | 2′     |
| Terzflöte           | 1 3⁄5′ |
| Cimbel              | 1 ⁄3′  |
| Oboe                | 8′     |
| Vox humana          | 8′     |
| Tremulant           |        |

| Pedal C–f1      |     |
| Contrabaß       | 16′ |
| Subbaß          | 16′ |
| Bordunbaß (Tr.) | 16′ |
| Octavbaß        | 8′  |
| Flötenbaß       | 8′  |
| Posaune         | 16′ |

- Koppeln: II/I, II/P, I/P, Superoktavkoppel II, Superoktavkoppel II/I, Suboktavkoppel II/I
- Spielhilfen: Mezzoforte, Forte, Tutti, 1 freie Kombination, Handregister ab, Crescendo, Crescendo ab, Zungen ab, Pianopedal ab
- Anmerkungen:

1. ↑  Transmissionsregister sind kursiv dargestellt

- Bemerkungen: Kegellade, pneumatische Spiel- und Registertraktur, freistehender Spieltisch